# Gubbängens Aikidoklubb
Gubbängens Aikidoklubb har funnits sedan 1994 och är en av Stockholms största aikidoklubbar. Klubben håller till i Gubbängshallen och stilen är Aikikai.